# King County (Texas)
Das King County ist ein County im Bundesstaat Texas der Vereinigten Staaten und ist – gemessen an der Bevölkerungszahl – das drittkleinste County in den Vereinigten Staaten und das zweitkleinste in Texas. Das U.S. Census Bureau hat bei der Volkszählung 2020 eine Einwohnerzahl von 265 ermittelt. Der Sitz der County-Verwaltung (County Seat) befindet sich in Guthrie.

## Geographie
Das County liegt nördlich des geographischen Zentrums von Texas, etwa 70 km vor der Grenze zu Oklahoma und hat eine Fläche von 2366 Quadratkilometern, wovon 3 Quadratkilometer Wasserfläche sind. Es grenzt im Uhrzeigersinn an folgende Countys: Cottle County, Foard County, Knox County, Stonewall County und Dickens County.

## Geschichte
King County wurde 1876 aus Teilen des Bexar County gebildet. Benannt wurde es nach William Phillip King, einem Verteidiger von Alamo.

## Demografische Daten

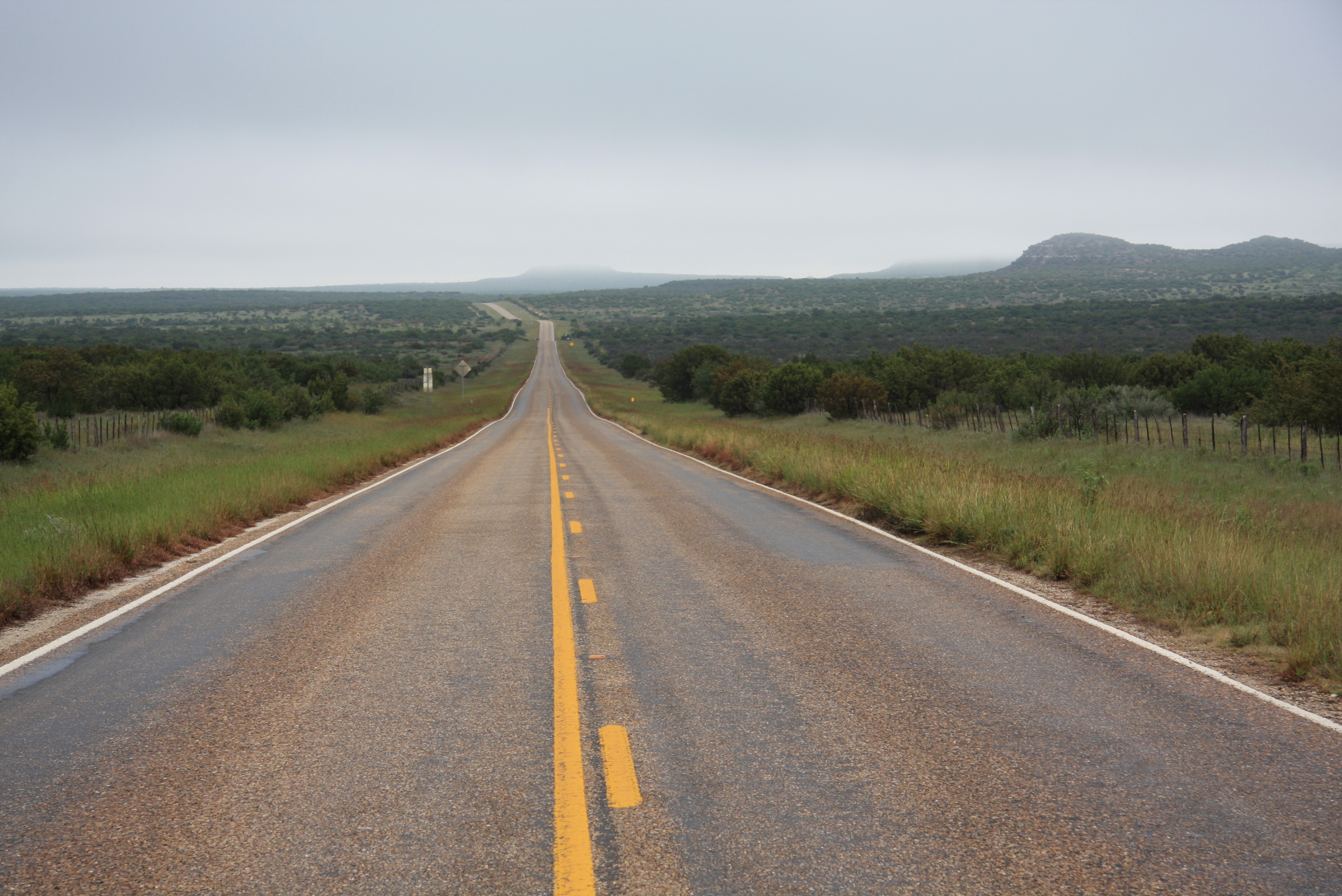
Der Texas State Highway 222, der durch das County führt

Nach der Volkszählung im Jahr 2000 lebten im King County 356 Menschen in 108 Haushalten und 88 Familien. Die Bevölkerungsdichte betrug 0.15 Einwohner pro Quadratkilometer. Ethnisch betrachtet setzte sich die Bevölkerung zusammen aus 94,1 Prozent Weißen, 1,1 Prozent Afroamerikanern und 3,1 Prozent aus anderen ethnischen Gruppen; 1,7 Prozent stammten von zwei oder mehr Ethnien ab. 9,6 Prozent der Einwohner waren spanischer oder lateinamerikanischer Abstammung.
Von den 108 Haushalten hatten 41,7 Prozent Kinder oder Jugendliche, die mit ihnen zusammen lebten. 79,6 Prozent waren verheiratete, zusammenlebende Paare, 1,9 Prozent waren allein erziehende Mütter und 17,6 Prozent waren keine Familien. 16,7 Prozent waren Singlehaushalte und in 1,9 Prozent lebten Menschen im Alter von 65 Jahren oder darüber. Die durchschnittliche Haushaltsgröße betrug 2,77 und die durchschnittliche Familiengröße betrug 3,12 Personen.
33,7 Prozent der Bevölkerung war unter 18 Jahre alt, 3,7 Prozent zwischen 18 und 24, 29,5 Prozent zwischen 25 und 44, 22,8 Prozent zwischen 45 und 64 und 10,4 Prozent waren 65 Jahre alt oder älter. Das Medianalter betrug 37 Jahre. Auf 100 weibliche Personen kamen 95,6 männliche Personen und auf 100 Frauen im Alter von 18 Jahren oder darüber kamen 100 Männer.
Das jährliche Durchschnittseinkommen eines Haushalts betrug 35.625 USD, das Durchschnittseinkommen einer Familie betrug 36.875 USD. Männer hatten ein Durchschnittseinkommen von 21.389 USD, Frauen 30.179 USD. Das Prokopfeinkommen betrug 12.321. 20,7 Prozent der Einwohner 17,9 Prozent der Familien lebten unterhalb der Armutsgrenze.

### Orte
- Dumont
- Finney
- Grow
- Guthrie